# Blask szminki
Blask Szminki – czwarty album polskiego zespołu punkrockowego The Analogs, nagrany W 2001 roku. Zawiera cztery nowe autorskie utwory (1-4), 5 starych, zarejestrowanych wiosną 1999 roku (i dołączonych wcześniej do fanzina „Garaż”; 5-9), 2 covery z polskimi tekstami (10,11) oraz 3 utwory nagrane podczas koncertu na IX Punkowej Orkiestrze Świątecznej Pomocy w Krakowie 7 stycznia 2001 roku (12-14).

## Lista utworów
1. Blask Szminki
2. Naiwne dzieciaki
3. Sny o potędze
4. Hipisi w Martensach
5. Era Techno '99
6. Futbol '99
7. Ukrzyżowani '99 (Iron Cross[1])
8. Niemy krzyk '99
9. Historia '99
10. Gdzie oni są? (Cock Sparrer)
11. Inne prawo dla nich (4-Skins)
12. Max Schmeling (live)
13. Te chłopaki (live)
14. Oi! Młodzież (live)

## Twórcy
- Dariusz "Smalec" Tkaczyk – śpiew
- Dariusz "Kwardat" Stefański – gitara
- Grzegorz "Heniek" Król – gitara (5 – 9)
- Błażej "Komisarz" Halski – gitara (1 – 4, 10 – 14)
- Paweł "Piguła" Czekała – gitara basowa
- Ziemowit "Ziemek" Pawluk – perkusja

### Gościnnie
- Zdzisław "Dzidek" Jodko – śpiew